# Триглав (божество)
Тригла́в — божество давніх полабських слов'ян, втілення принципу триєдності світу та можливо верховний бог. Культ Триглава був поширений у Полаб'ї та Помор'ї на території сучасних Польщі та Німеччини.

## Опис
Опис ідола Триглава, що стояв у Щецині, міститься в усіх трьох житіях єпископа Оттона Бамберзького, який його знищив, складених у XII столітті Гербордом, Еббоном і ченцем Пріфлінгенським. Так Герборд повідомляє, ще в 1124:
| Були в місті Щецині чотири контини (храми), але одна з них, головна, була споруджена з дивовижним старанням і майстерністю. Всередині і зовні вона мала скульптури, які виступали зі стін зображення людей, птахів і звірів, настільки відповідно до свого вигляду передані, що здавалися дихаючими і живими… Була також тут триголова статуя, що мала на одному тілі три голови, йменувалася Триглав; заволодівши нею, [Оттон] одні лише з'єднані голови, знищивши тіло, забрав з собою яко трофей і пізніше відправив у Рим як доказ їх навернення… Оригінальний текст (лат.) Erant autem in civitate Stetinensi continae quatuor, sed una ex his, quae principalis erat, mirabili cultu et artificio constructa fuit, interius et ex-terius sculpturas habens, de parietibus prominentes irnagines hominum et volucrum et bestiarum, tam proprie suis habitutlinibus expressas, ut spirare pu-tares ac vivere… Erat autem ibi simulacrum triceps, quod in uno corpore tria capita habens Triglaus vocabatur; quod solum accipiena, ipsa capitella sibi cohaerentia, corpore commnmto, secum inde quasi pro tropheo asportavit, et postea Romam pro argumento conversionis illoruin transmisit… |

Еббон дає такий опис статуї:

1126 Щецин… містить в собі три гори, з яких середня і найвища присвячена верховному богу язичників Триглаву; на ній є триглава статуя, у якої очі й уста закриті золотою пов'язкою. Як пояснюють жерці ідолів, головний бог має три голови, тому що наглядає за трьома царствами, тобто небом, землею і пеклом, а обличчя закриває пов'язкою, оскільки гріхи людей приховує, немов не бачачи і не говорячи про них.

## Культ Триглава
Триглава вшановували слов'яни в Полаб'ї та Помор'ї ще принаймні в XII ст. Еббон описував ворожіння біля ідоля Триглава, що полягало в проводженні чорного коня повз покладені на землю 9 списів. Ворожінням визначалося чи слід вирушати на війну: якщо кінь не торкався списів, це вважалося добрим знаком; якщо списи було порушено, від військового походу відмовлялися. Анонімний Прифлінґенський Монах згадував, що Триглаву були присвячені посріблені сідла.
Триголовцями називається поле між селами Хотимир (у простолюдді Коцемир) і Жабокруками в Тлумацькому районі Івано-Франківської області. Тут є гора, яку в минулому знали як Триголоватка, бо на ній стояв триголовий ідол.

## Трактування образу

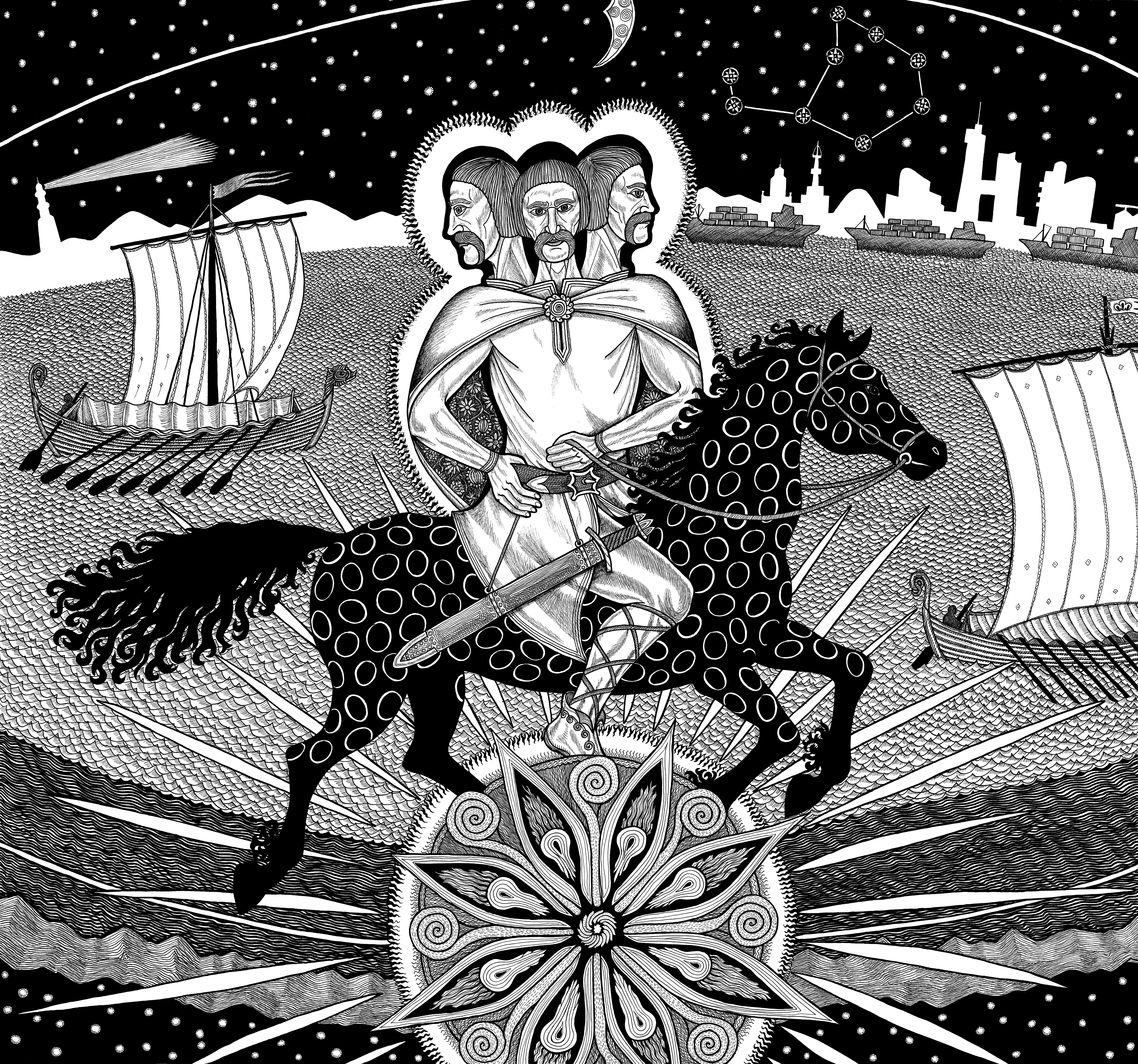
Сучасна інтерпретація Триглава

Александр Ґейштор вважав, що Триглав виник як поєднання декількох архаїчних образів (з-поміж них Святовита й Велеса), які злилися з образом Перуна. Як пояснював Ґейштор, асоціація Триглава з чорним кольором вказує на його стародавні витоки, але сам Триглав з'явився порівняно пізно, коли слов'яни Полаб'я та Помор'я зіткнулися з потребою побудови власної державності, а відповідно й узагальнення численних місцевих вірувань. Деякі дослідники пов'язують Триглава з божеством Трояном, що фігурує серед східнослов'янських богів.
На думку Бориса Рибакова, Триглав — це евфемізм, пов'язаний з забороною на промовляння його справжнього, священного імені.
Деякі сучасні неоязичники називають тризуб Володимира Великого «триглавом», надаючи обом символам спільного значення: єдності світів Прави, Яви і Нави.

## Археологія
У 1768 р. була знайдена бронзова статуетка Триглава коло села Прилвиць (нім. Prillwitzer Idole) та експонувалася на виставці Лужицького музею в м. Котбусі (на сході Німеччини). Це частина збірки відомої як «Прилвицькі ідоли», котрі академічною наукою вважаються підробними.
Ідол Триглава зі Щецина має паралелі зі Збручанським ідолом, проте їхній зв'язок сумнівний.

## У масовій культурі
Триглава було популяризовано неоязичниками з посиланням на Велесову книгу, котра серед академіків здебільшого визнана підробкою. В неоязичницьцих інтерпретаціях зустрічається ототожнення Триглава з християнською Трійцею та представлення як триєдиності богів Сварога, Перуна і Святовита. Певний внесок до такого уявлення зробив Володимир Шаян, пишучи про розповсюдженість символів триєдиності.
У відеогрі EVE Online є космічна цивілізація Триглавський колектив, заснована на образі слов'янських народів. Вона поділяється на клади (клани) Перуна, Сварога та Велеса.